# Košarkaški klub Šanac Karlovac
Il Košarkaški klub Šanac Karlovac è una società cestistica avente sede nella città di Karlovac, in Croazia. Fondata nel 1949, disputa il campionato croato di pallacanestro.